# Howard Street (Chicago)
Howard Street est une importante artère est-ouest de la région métropolitaine de Chicago.

## Situation et accès
La portion située entre Paulina Street et Kedzie Avenue sert de frontière entre la ville de Chicago (secteurs de Rogers Park et de West Ridge) et la ville de Evanston.
Elle traverse plusieurs banlieues nord-ouest, et passe juste au nord de l'aéroport international O'Hare, et se termine finalement sur Ridge Avenue à Elk Grove Village.
Howard Street est desservie par les lignes █ █ █  du métro de Chicago et abrite la station de métro Howard, qui sert de terminus nord de la ligne rouge.
Howard Street porte le nom de Sibley Avenue dans la commune de Park Ridge.

## Origine du nom
Cette rue a été nommée en l'honneur de Howard Ure (1896-1984), qui était un promoteur de la Howard Avenue Trust and Savings Bank en 1922,. 

## Historique
Howard Street était autrefois une prairie sauvage. Un des premiers colons, John F. Ure, qui était laitier, possédait une ferme dans le quartier appelée aujourd'hui Birchwood, délimitée par  Rogers Avenue (en), le Calvary Cemetery (cimetière du Calvaire), Paulina Street et Clark Street (en).
John F. Ure a fait don du terrain pour créer une rue, demandant qu'elle porte le nom de son fils, Howard Ure. Et c'est ainsi que « Howard Street » vit le jour.